# Ljusnetjärnarna
Ljusnetjärnarna är en sjö i Torsby kommun i Värmland och ingår i Göta älvs huvudavrinningsområde. Sjön är 10,5 meter djup, har en yta på 1,33 kvadratkilometer och befinner sig 307,2 meter över havet. Sjön avvattnas av vattendraget Norsälven (Ljusnan). Vid provfiske har abborre fångats i sjön.

## Delavrinningsområde
Ljusnetjärnarna ingår i det delavrinningsområde (671789-134317) som SMHI kallar för Utloppet av Ljusnetjärnarna. Medelhöjden är 354 meter över havet och ytan är 12,94 kvadratkilometer. Räknas de 2 avrinningsområdena uppströms in blir den ackumulerade arean 72,56 kvadratkilometer. Norsälven (Ljusnan) som avvattnar avrinningsområdet har biflödesordning 2, vilket innebär att vattnet flödar genom totalt 2 vattendrag innan det når havet efter 414 kilometer. Avrinningsområdet består mestadels av skog (72 procent) och sankmarker (11 procent). Avrinningsområdet har 1,33 kvadratkilometer vattenytor vilket ger det en sjöprocent på 10,2 procent.